# Episodi di Los Serrano (seconda stagione)
La seconda stagione della serie televisiva Los Serrano è stata trasmessa in anteprima in Spagna da Telecinco tra l'11 novembre 2003 e il 19 febbraio 2004.
| nº | Titolo originale             | Titolo italiano | Prima TV Spagna  | Prima TV Italia |
| -- | ---------------------------- | --------------- | ---------------- | --------------- |
| 1  | Bienvenido, tío Francisco    | inedito         | 11 novembre 2003 | inedito         |
| 2  | Enhorabuena por el programa  | inedito         | 18 novembre 2003 | inedito         |
| 3  | El quinto sentido            | inedito         | 25 novembre 2003 | inedito         |
| 4  | Trigo limpio                 | inedito         | 2 dicembre 2003  | inedito         |
| 5  | Santiago vuelve a la escuela | inedito         | 10 dicembre 2003 | inedito         |
| 6  | Donde hay jamón, hay ilusión | inedito         | 18 dicembre 2003 | inedito         |
| 7  | Sodoma y Gomera              | inedito         | 23 dicembre 2003 | inedito         |
| 8  | La mirada del tigre          | inedito         | 20 gennaio 2004  | inedito         |
| 9  | Eva al desnudo               | inedito         | 27 gennaio 2004  | inedito         |
| 10 | El rey de espadas            | inedito         | 3 febbraio 2004  | inedito         |
| 11 | Casado y monógamo            | inedito         | 5 febbraio 2004  | inedito         |
| 12 | Sólo puede quedar uno        | inedito         | 12 febbraio 2004 | inedito         |
| 13 | Natalie                      | inedito         | 19 febbraio 2004 | inedito         |